# Philip Pereira dos Reis
Philip Pereira dos Reis, född 2 april 1972, är en svensk fotograf och journalist.
År 2008 utkom han med boken Svenska ödehus, skriven tillsammans med Sven Olov Karlsson, där svenska övergivna hus dokumenterades. År 2011 utkom reportageboken Konstiga båtar, där han står för både text och bild. I boken porträtteras ett antal fritänkande båtkonstruktörer och deras farkoster. Samma år utkom även uppföljaren till Svenska ödehus, Svenska ödehus 2.
Han började sin bana som reporter på Sveriges Television, bland annat på Aktuellt och konsumentmagasinet Plus. Han var under flera år redaktionschef på tidningen Råd & Rön och senare även chefredaktör för tidningen Praktiskt Båtägande.